# Elinor James
Elinor James, född 1644, död 17 juli 1719, var en engelsk tryckare. Hon blev känd i den offentliga debatten genom att trycka och ge ut sina egna ofta kontroversiella politiska åsikter genom sin makes och sedan (1710) sitt eget tryckeri. Hon var känd som anti-puritansk och Stuart-anhängare. 